# Chasco
O sobrenome Chasco ou Txasko é um sobrenome basco que tem as suas raízes tradicionais em Los Arcos (Reino de Navarra), embora tenha ramos na própria Navarra (em Viana) e em Álava (Santa Cruz de Campezo).

## História e heráldica
É uma linhagem nobre e ilustre de origem basco-navarra, cuja casa solar mais antiga estava localizada na cidade de Los Arcos, em Estella. Desta forma, os descendentes se transladaram aos povoados próximos de Názar, Piedramillera, Torralba do Río, Zúñiga e Esprontzeda. Hoje, o paço familiar do século XVIII ostenta torre e armada, que está por sua vez enfeitada com ramos familiares adiante na frente praça principal e a catedral. Na mesma cidade, a familiar associar-se-ia com outras famílias nobres, como a de alba. Ademais, Juan Chasco, de Los Arcos, sempre esteve presente às reuniões dos Estados Nobres ao claustre paroquial e foi a autoridade máxima da cidade, como testemunham numerosos notários. 

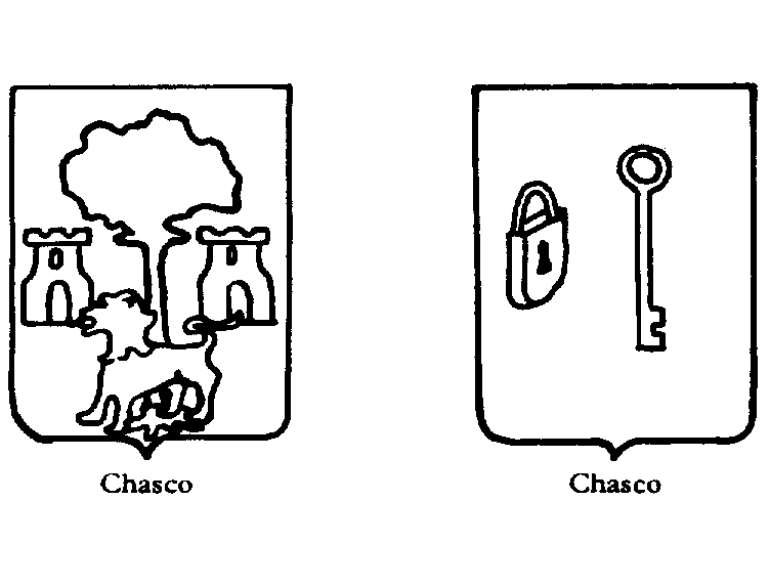
Escudos do sobrenome Chasco.

O cognome data de 1307, mas não se obtiveram registros da nobreza até o 1798. Sua heráldica consiste em um pinheiro com buraco ao pé do tronco e um leão andando; a cada lado da árvore há um castelo. Segundo Vicente de Cadenas e Vicente, há outro escudo, de fundo azul, com cadeado prateado com chave dourada à direita.

## Etimologia

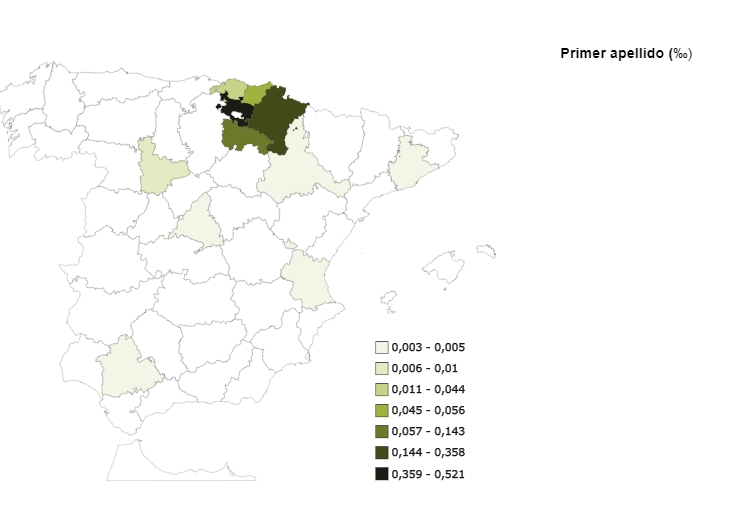
Distribuição do sobrenome Chasco na Península Ibérica.

Segundo Euskaltzaindia sua grafia actual para os vascófonos teria de adoptar a tx e o k do euskera actual, substituindo Chasco por Txasko. 
| Ortografia tradicional | Ortografia acadêmica atual |
| ---------------------- | -------------------------- |
| Chasco                 | Txasko                     |

Há ao menos duas hipóteses sobre a origem do sobrenome, todas remontando à língua basca:
- Euskal deituren izendegia (Philippe Oyhamburu): Etxazko ("casa") ou Sasko (de sasi, "arbusto");
- Apellidos vascos (Endika de Mogrobejo): Txasko ("terra de arbustos")

Finalmente, os dois autores combinaram a etimologia do sobrenome com o derivado "falso". Independentemente, e apesar de ambos autores tentarem encontrar raízes em basco a partir dos termos "casa" ou "arbusto", não se’n pode dizer nada de significativo. 